# Takurō Ōno
Takurō Ōno (大野拓朗 Takurō Ōno?,  Itabashi, Tokio, 14 de noviembre de 1988) es un actor y personalidad de televisión (tarento) japonés. Ha aparecido en películas como Inshite Miru: 7-kakan no desu gemu y Liar Game: Reborn.

## Filmografía

### Películas
- Inshite Miru: 7-kakan no desu gemu (2010) – Yukito Maki
- Liar Game: Reborn (2012) – Tatsushi Wada
- Saitama kazoku (2013)
- Kuroshitsuji (2014) – Takaaki Matsumiya[3]
- Nutcracker Fantasy (2014)[4]
- Sērā-fuku to kikanjū Sotsugyō (2016)
- Kōdai-ke no Hitobito (2016)
- Survival Family (2017)

### Televisión
- Kokoro Yusabure! Sempai Rock You (2011) – Él mismo
- Misaki Number One (2011) – Hoshida Yuto
- Bull Doctor (2012) – Fujimura Shunsuke
- The Higashino Keigo Mysteries (2012)
- Nekketsu Kouha Kunio-kun (2013) – Kunio
- SPEC:Zero (2013 TV Movie)
- Onna Rule (2013) – Hayato kozuka
- Sanbiki no ossan (2013) – Yuki
- Hana Moyu (2015) – Nomura Yasushi
- Toto Neechan (2015) – Kiyoshi Aoyagi
- Warotenka (2017-18) – Keith